# Rezerwat biosfery Al-Maudżib
Rezerwat biosfery Al-Maudżib (arab. ‏محمية الموجب للمحيط الحيوي‎) – rezerwat biosfery położony w prowincjach Al-Karak i Madaba w Jordanii. Rezerwat został utworzony w 1987 roku. Zarządzany jest przez Królewskie Towarzystwo Ochrony Przyrody. W 2011 roku rezerwat został włączony do sieci rezerwatów biosfery UNESCO.
Rezerwat Al-Maudżib rozciąga się na terenie Doliny Jordanu, będącej częścią Wielkich Rowów Afrykańskich, od Morza Martwego -416 m n.p.m. od kilku do kilkunastu kilometrów na wschód w głąb lądu, aż do poziomu około 900 m n.p.m. Jego obszar obejmuje kilka głębokich dolin rzecznych z trzema głównymi rzekami stałymi Wadi al-Maudżib, Wadi al-Hajdan i Wadi Zarka Ma’in oraz kilkoma rzekami okresowymi m.in. Wadi Atwan, Wadi Abu Ratama i Wadi asz-Szukajk.
Ze względu na bardzo dużą różnorodność warunków klimatycznych, od śródziemnomorskich po pustynne, oraz form geologicznych, podobnie jak rezerwat biosfery Dana w prowincji At-Tafila, cechuje się dużą różnorodnością gatunków roślin i zwierząt. Występuje w nim pięć typów roślinności: śródziemnomorska, stepowa, tropikalna, wodna i solniskowa. Skatalogowano tu 520 gatunków roślin, w tym cztery odkryte na terenie rezerwatu po raz pierwszy w Jordanii (Kickxia judaica, Ophioglossum polyphyllum, Withania obtusifolia i Polygonum argyrocoleon). 43 gatunków należy do rzadkich; 67 to rośliny lecznicze, 12 to rośliny trujące oraz 22 to jadalne.
W rezerwacie zaobserwowano:
- ponad 150 gatunków ptaków, m.in. gatunki takie jak pustułeczka, orzeł cesarski, pokrzewka cypryjska, pokrzewka czarnogardła, ścierwnik, orzeł południowy, sokół śniady, sęp płowy;
- 24 gatunki ssaków, m.in. gatunki takie jak szakal złocisty, wilk szary, lis afgański, ratel miodożerny, hiena pręgowana, karakal stepowy, koziorożec nubijski, góralek przylądkowy.
- 21 gatunków gadów, w tym trzy jadowite węże: Walterinnesia aegyptia, efa pstra i Atractaspis engaddensis;
- 3 gatunki płazów: Hyla savignii, ropucha zielona i Pelophylax bedriagae.
- 3 gatunki ryb: Garra rufa, Capoeta damascina i Oxynoemacheilus insignis.